# Акула португальська
Акула португальська (Centroscymnus coelolepis) — акула з роду оксамитова акула родини сплячі акули. Інша назва «білоока акула колюча».

## Опис
Загальна довжина сягає 0,9-1 м. Самиці трохи більші за самців. Голова пласка, морда витягнута та округлена. Рот невеликий, проте широкий. Зуби на верхній щелепі тонкі та паралельні один одному, становлять 43—68 рядків. Зуби нижньої щелепи короткі й сильно вигнуті, становлять 29—41 рядків. Очі великі й округлі, розташовані горизонтально на голові. Має чудовий зір. П'ять зябрових щілин невеликі. Тулуб товстий, циліндричний. Налічує 2 спинних плавця. Біля них розташовані невеличкі шипики. Перші розташовано позаду грудних плавців. Грудні плавці округлі.
Забарвлення цієї акули однотонне — коричнево-чорне. Акуленята більш світлі, проте з часом значно темнішають.

## Спосіб життя
Є акулою, яка мешкає на найбільшій для цього надряду глибині — до 3700 м. Звичайна на глибині 400—2000 м. Тримається дна, є бентофагом. Зустрічається на континентальному шельфі. Активний мисливець, але має невелику швидкість. Живиться головоногими молюсками, костистою рибою, медузами, а також падлом.
Статева зрілість настає при розмірах від 70 до 115 см (в залежності від місця існування). Це яйцеживородна акула. Самиця після 12 місяців вагітності народжує до 29 акуленят завдовжки 23-35 см.
Португальська акула є об'єктом промислового вилову у Португалії, Великій Британії, Японії та Австралії. Цінується її м'ясо та жир. Перш за все цінується печінка цієї акули. М'ясо сушиться та солиться, з кісток робиться борошно.

## Розповсюдження
Мешкає уздовж атлантичного узбережжя США, від Гренландії до Східної Африки, включно зі Сьєрра-Леоне. Також присутня у Середземному морі. Зустрічається у Південній Африці. Крім того, від південного Мадагаскару по островах південної частини Індійського океану до Австралії та о. Тасманія. Звичайна для узбережжя Нової Зеландії. Окремі ареали присутні на півдні Японії та біля Сейшельських островів.